# Sanica Gornja
Sanica Gornja (szerbül: Саница Горња) szerb falu Bosznia-Hercegovinában, a Bosznia-hercegovinai Föderáció Una-Szanai kantonjában, Ključ községben. 

## Fekvése
Bosznia-Hercegovina nyugati részén, Bihácstól légvonalban 63, közúton 93 km-re délkeletre, Ključtól légvonalban 15, közúton 18 km-re északnyugatra, a Grmeč-hegység alatt, a Sanička-patak völgyében fekszik. 

## Népessége
| Nemzetiségi csoport | Népesség 1991 | Népesség 2013 |
| ------------------- | ------------- | ------------- |
| Szerb               | 631           | 34            |
| Bosnyák             | 1             | 28            |
| Horvát              | 3             | 0             |
| Jugoszláv           | 2             | 0             |
| Egyéb               | 4             | 0             |
| Összesen            | 641           | 62            |

## Története
A település területe őskori és ókori leletekben rendkívül gazdag. Ez azt bizonyítja, hogy itt már ősidőktől fogva élénk társadalmi élet folyt. A Plećina-mező feletti Crkvena glavica nevű helyen abban az időben, amikor ezen a területen még illírek éltek erőd létesült. Ezen a lelőhelyen kívül területén még két őskori erőd, egy erődített település, egy ókori erőd, valamint egy római villagazdaság maradványai is találhatók. A Szanica völgyén római út (Claudius útja) haladt át, amely a Grmeč déli oldalán található Bravsko poljéból érte el a vidéket, és amely a dalmáciai Salonától a pannoniai Sziszekig vezetett. Ezt bizonyítja a Donja Sanica közelében, a vasútállomás területén talált római lelet is.
Donji kraj területének kialakulása legkésőbb 1244-ben, a bosnyák bánok uralma alatt történt, amikor IV. Béla magyar király oklevelében ez a terület „Olfeld” alakban szerepel. Jelena Mrgić szerint azonban Béla vazallusa, Prijezda bán (1211-1287) az akkori politikai helyzet miatt nem tudott új területeket szerezni, így a területet határjellegéből adódóan Donji krajnak nevezték el. A középkorban Sanica területe a Donji kraj részeként a 14. század elején vált a középkori boszniai állam részévé, amikor a Hrvatinić családból származó II. István bosnyák bán vette uralma alá ezeket a területeket. Sanica területe főként a Hrvatinić család örökségi birtoka és Banica megye része maradt egészen a középkori Bosznia 1463-as bukásáig.
Vukoslav Hrvatinić vajda két oklevelet adott ki itt, melyek történelmi szempontból kivételes jelentőségüek Donji kraj akkori topográfiájára vonatkozóan. Az első oklevelet 1315-ben adta ki Sanica (Zanichca) településen, melyben Obrad fia, Vukosav és rokonai vitájában hozott ítéletet egy sanicai (de Zanicha) birtok ügyében. Ez egyben Sanica első írásos említése. A vajda második oklevelét 1325-ben adták ki Ključban, ez egyben az első írásos emlék Ključ városáról a történeti forrásokban. A szórványosan felelhető, töredékesen fennmaradt utalások jól mutatják, hogy a Hrvatinić család tulajdonaként hogyan fejlődött Sanica a középkorban.
A 14. század hatvanas-nyolcvanas éveiben Banica megye egy része a Magyar Királyság része lett, de Hervoja herceg visszaszerezte Hrvatinićeknek. Hrvoje halála után Sanica unokatestvéréé, Dragisics Ivanisé volt, és leszármazottai birtokában marad mindaddig, amíg az oszmán uralom alá nem kerül. I. Mátyás magyar király törökellenes hadjárata után Sanica a Jajcai bánság része lett, és ebben a közigazgatási minőségben maradt a 15. század utolsó évtizedéig, amikor visszacsatolták az Oszmán Birodalomhoz.
A következő eredeti adat, amelyben Sanicát említik, a 15. század legvégére nyúlik vissza. Ez volt az évtized, amikor Sanica a Jajcai bánság része volt. A dubrovniki levéltárban őriznek egy szerződést, amelyet 1493. február 27-én írtak, és amelyben rögzítik, hogy Vukša Radienčić (Vuchxa Radiencich), egy sanicai kereskedő (de Sanize de partibus Bosne), az akkori bevett gyakorlat szerint Dubrovniknak tartozott nyolc dukát erejéig. Itt valószínűleg szövetek kölcsönvételéről volt szó, amelyeket Vukša Radienčićnak később pénzben kellett visszaadnia a hitelezőnek. Az, hogy Vukša Radienčić kereskedő, aki Sanicából a távoli Dubrovnikba megy árut kölcsönözni, amelyet később helyben értékesít, Sanica gazdasági tevékenységéről tanúskodik, amely eszerint legalább kisebb mértékben különbözött a környék többi falujától.
A „Klisina” nevű lelőhelyen talált templomromok és stećaktöredékek, valamint a Jokić-ház közelében talált két középkori sírkő egy egykori nagyobb nekropolisz maradványait képviselik. Arról, hogy Sanica Gornja területén nagyobb nekropoliszok is voltak a középkori műemlékek lelőhelyeiről az 1930-as években itt járó Milan Karanović feljegyzései is tanúskodnak, aki feljegyezte, hogyan használta fel a helyi lakosság a régi várak és sírkövek maradványait, hogy saját házakat és egyéb létesítményeket építsen.
Sanica Gornja eredetileg Sanica egyik szerbek lakta településrésze volt. A török uralom idején az ortodox szerbeknek 1856-ban sikerült engedélyt kapniuk a hatóságoktól egy templom építésére, mely egy fatemplom volt. 1878-ig tartozott az Oszmán Birodalomhoz, majd az Osztrák-Magyar Monarchia része lett. A második, kőből készült templom az osztrák-magyar uralom idején 20. század elején, 1901-ben épült. A monarchia szétesésével 1918-ben előbb a Szerb-Horvát-Szlovén Királyság, majd 1929-től a Jugoszláv Királyság része. 1941-ben megszállták az usztasa és német csapatok, akik a Grmeč-hegységben partizánellenes hadműveletet folytattak. 1945-től a szocialista Jugoszlávia része volt. Az 1960-as évek közepéig az önálló Sanica községhez tartozott, majd Ključ községhez csatolták. A boszniai háború során 1995-ben lakossága elmenekült a bosznia-hercegovinai hadsereg csapatai elől és csak kevesen tértek vissza. Az időközbeni bosnyák betelepülések következtében 2013-ra vegyes szerb-bosnyák lakosságú lett, ahol még éppen a szerbek voltak enyhe többségben.

## Nevezetességei
- Szent Péter és Pál apostolok tiszteletére szentelt pravoszláv temploma 1901-ben épült. A bosznia-hercegovinai polgárháború befejezése után a templomot kifosztották és feldúlták, az épületet pedig felrobbantották. A harangot levették és elvitték. Csak a falak maradtak. A háború utáni első szent liturgiát 2007-ben Szent Péter napján tartották. Az egyházi szolgálatot abban az évben és a következő évben Mirko Moravac látta el. Ebben a pozícióban a Previja melletti treskavaci kolostorból jött Várnava szerzetes váltotta fel. 2012 májusában a frissen felszentelt ključi papot, Vladimir Maksimovićot nevezték ki plébánosnak. Azon a nyáron ünnepelték utoljára a szabad ég alatt Szent Péter napját Gornja Sanicában. A felújítás hamarosan a harangtorony és a templomtető rekonstrukciójával megkezdődött. Az épület őszre került tető alá. Mára teljesen felújították. A gornja sanicai templom és plébánia közigazgatásilag a bihács-petrovai ortodox egyházmegyéhez tartozik.

- Crkvena glavica – ókori erődítmény maradványai egy hosszúkás plató végében. Az erődöt a nyugati, hegy felőli oldalon kőből és fölből épült sáncok védték. A plató nagysága 70x35 méter. A régészeti leletek a felső humuszos rétegből kerültek elő és a vaskorból származnak.[8]

- Dvorišta – római kori település maradványai. A lelőhely a patak feletti 500x300 méteres magaslaton fekvő szántóföldön található. Itt római falak, épületmaradványok, valamint tégla építőanyag került elő. A maradványokat egy 1. és 4. század között létezett villa rustica (villagazdaság) maradványainak tartják.[8]

- Klišina – középkori templom és temető maradványai. A leletek alapján egy keletelt templom romjai találhatók itt, melynek négyszögletes apszisa a keleti oldalon volt. A falak és a sírkövek nagyrészt megsemmisültek. Korát a késő középkorra teszik.[8]

- Palančište – őskori erődítmény maradványai a Szanica forrásvidékén egy kiemelkedő helyen, melyet a leginkább megközelíthető, nyugati oldalon mély árok védett. Korát a késő bronzkorra és a vaskorra teszik.[8]

- Plećina – a Plećina nevű mező felett emelkedő földnyelv végében őskori erőd maradványai találhatók. Az erőd magaslatát a földnyelv többi részétől egy mesterséges nyereg és alacsony sánc védte.[8]

- Šulića glavica – őskori erődített település maradványai egy 40x70 méteres nagyságú platón, melyet három oldalról természeti akadályok, míg a negyedik oldalon mély, mesterséges árok és földsánc védett. korát a késő bronzkorra és a kora vaskorra teszik.[8]

## Fordítás
- Ez a szócikk részben vagy egészben  a(z)   Саница Горња című szerb Wikipédia-szócikk ezen változatának fordításán alapul.  Az eredeti cikk szerkesztőit annak laptörténete sorolja fel. Ez a jelzés csupán a megfogalmazás eredetét és a szerzői jogokat jelzi, nem szolgál a cikkben szereplő információk forrásmegjelöléseként.